# Síndrome de la nansa cega
La síndrome de la nansa cega és un estat que es produeix quan la flora bacteriana normal de l'intestí prim prolifera fins a un nombre (un sobrecreixement bacterià) que causa una alteració significativa dels processos fisiològics normals de digestió i absorció. Apareix com una complicació de les operacions quirúrgiques de l'abdomen, en particular en cas de cirurgia bariàtrica (derivació gàstrica), així com en la malaltia de Crohn o l'esclerodèrmia; una altra causa són els diverticles jejunoileals. En alguns casos de síndrome de la nansa cega, també s'ha observat un creixement excessiu de bacteris patògens no comensals. Fa temps que s'ha entès que des del naixement, i al llarg de la vida, grans quantitats de bacteris resideixen simbiòticament dins del tracte gastrointestinal dels animals com el tracte gastrointestinal humà. La comprensió d'aquesta flora intestinal fins i tot ha donat lloc a nous tractaments per a la irregularitat intestinal que utilitzen els anomenats "probiòtics" o bacteris bons que ajuden a la digestió normal.
El problema de la síndrome de la nansa cega sorgeix quan les colònies bacterianes que resideixen al tracte gastrointestinal superior comencen a créixer sense control o es veuen alterades en la seva composició, creant així una càrrega sobre els processos fisiològics normals que es produeixen a l'intestí prim. Això provoca problemes, entre d'altres, de: deficiència de vitamina B12, malabsorció de greixos (esteatorrea), deficiències de vitamines liposolubles i lesió de la paret intestinal.